# 加茂町中原
加茂町中原（かもちょうなかばら）は岡山県津山市にある地名。郵便番号は709-3931。

## 地理
旧・西加茂村の北東端に位置し、北には津山市役所加茂支所を持つ、加茂町塔中がある。

## 歴史

### 沿革
- 1889年6月1日 - 町村制施行により、東北条郡中原村が同郡百々村、楢井村、成安村、行重村と合併、西加茂村となる。中原村は大字中原となり、役場が置かれる。
- 1900年4月1日 - 東北条郡が東南条郡、西西条郡、西北条郡と合併し、苫田郡となる。
- 1924年7月1日 - 苫田郡加茂村が町制、加茂町となる。
- 1942年5月27日 - 西加茂村が加茂町 、東加茂村と合併し、新たに加茂町となる。
- 1951年1月1日 - 加茂町から旧・加茂町が分離、新加茂町となる。旧・西加茂村、旧・東加茂村の範囲が加茂町として残る。
- 1954年4月1日 - 苫田郡加茂町、新加茂町、上加茂村が合併、新たに加茂町となる。
- 2005年2月28日 - 加茂町が苫田郡阿波村、勝田郡勝北町、久米郡久米町とともに津山市に編入され、加茂町域の大字にはそれぞれ前に加茂町が付き、大字の文字表記を削除、大字中原は加茂町中原となった。

## 世帯数と人口
2021年（令和3年）1月1日現在の世帯数と人口は以下の通りである。
| 町丁       | 世帯数  | 人口  |
| ---------- | ------- | ----- |
| 加茂町中原 | 177世帯 | 419人 |

## 小・中学校の学区
市立小・中学校に通う場合、学区は以下の通りとなる。
| 番地 | 小学校             | 中学校             |
| ---- | ------------------ | ------------------ |
| 全域 | 津山市立加茂小学校 | 津山市立加茂中学校 |

## 交通

### 道路
- 岡山県道68号津山加茂線

## 施設
- 津山市加茂町スポーツセンター
- サムハラ神社
- 万袋医院